# Denys Cochin
Denys Marie Pierre Augustin Cochin, född 1 september 1851, död 24 april 1922, var en fransk politiker och författare.
Cochin valdes till deputerad 1893, och blev en av högerns mest framstående ledare och talare. Han opponerade sig mot Dreyfusprocessens revision och skilsmässa mellan stat och kyrka. I Aristide Briands samlingsregeringar under första världskriget var han minister utan portfölj. Bland Cochins arbeten märks L'évolution et la vie (1886), Le monde extérieur (1895), Contre les barbares (1899) samt Ententes et ruptures (1905). År 1911 invaldes han i Franska akademien.